# Lixin (montagne)
Pour l’article homonyme, voir Lixin.
Le Lixin  (立新峰 ; en anglais Lixin Peak, anciennement nommé Kellas Rock Peak et pic 7071) est une montagne de l'Himalaya. Il est situé à 13,7 km au nord de l'Everest.

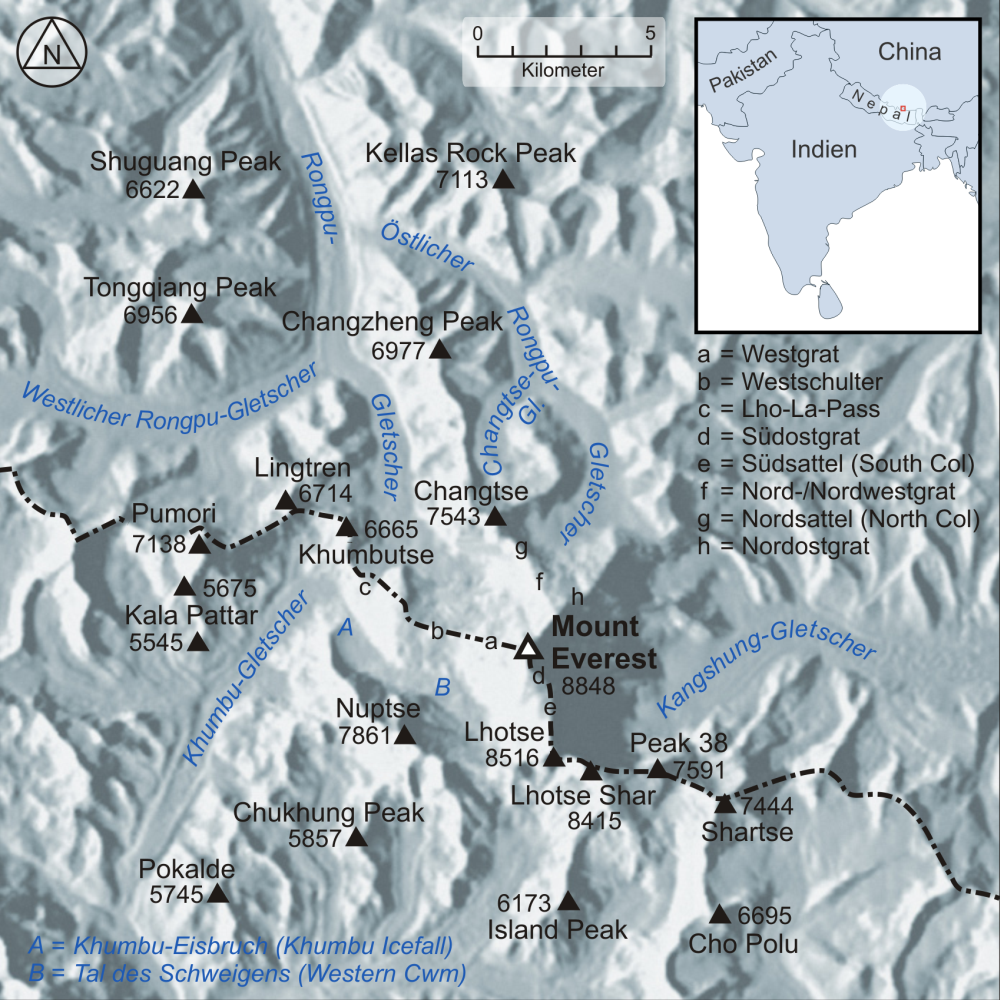
Carte de localisation du Lixin, ici sous son ancienne appellation anglophone Kellas Rock Peak.